# Simone Segouin
Simone Segouin (Thivars, 3 de outubro de 1925 - 21 de fevereiro de 2023), também conhecida por seu pseudônimo Nicole Minet, foi uma ex-combatente da Resistência Francesa que serviu no grupo Francs-Tireurs et Partisans. Um de seus primeiros atos de resistência foi roubar uma bicicleta de uma mensageira militar alemã, que ela usou para ajudar a levar mensagens. Passou a participar de missões de grande escala ou perigosas, como capturar tropas alemãs, descarrilar trens e atos de sabotagem.

## Início de vida
Segouin nasceu em Thivars, perto de Chartres, na França, e cresceu ao lado de três irmãos. Seu pai tinha sido um soldado condecorado durante a Primeira Guerra Mundial. Frequentou a escola até os 14 anos, quando começou a trabalhar na fazenda da sua família.

## A Resistência
Em uma entrevista com Jack Belden, publicada na revista Life em 1944 sob o título 'A Partidária de Chartres', Segouin e 'Tenente Roland' explicaram que o envolvimento de Segouin com a Resistência surgiu depois que os dois se conheceram quando ela tinha 17 anos. O tenente a instruiu no uso de uma submetralhadora e apresentou Segouin a outros membros de seu grupo. Para se juntar aos Francs-Tireurs et Partisans, Segouin obteve documentos de identidades falsas, que a deram o pseudônimo de Nicole Minet. Esses documentos a identificaram como sendo do porto de Dunquerque, que havia sido bombardeado no início da guerra, tornando difícil para os alemães verificarem sua autenticidade.
Segouin começou agindo como mensageira e realizando outros pequenos trabalhos, e mais tarde tornou-se mais ativamente envolvida depois de participar de uma bem-sucedida 'expedição de explosão de trem'. O tenente Roland era Roland Boursier, com quem Segouin teve seis filhos. O casal nunca se casou e todos os filhos tinham o nome de Segouin.
Segouin esteve presente na libertação de Chartres em 23 de agosto de 1944 e na libertação de Paris dois dias depois. Foi promovida a tenente e premiada com a Croix de Guerre. Sobre seu papel na Resistência, disse:
Eu estava lutando pela resistência, só isso. Se eu tivesse que começar de novo, eu o faria, porque não me arrependo. Os alemães eram nossos inimigos, nós éramos franceses.
Segouin ganhou notoriedade internacional quando suas fotos do fotógrafo americano Robert Capa foram publicadas na revista Life semanas após a captura de 25 soldados alemães em que ela participou. Belden concluiu seu artigo sobre ela observando:
Não consegui encontrar vestígios do que é convencionalmente chamado de dureza em Nicole. Depois da vida rotineira na fazenda, ela acha seu trabalho atual excitante e emocionante. Agora que a guerra está passando para além de seu distrito natal, ela não pensa em voltar para a fazenda. Ela quer continuar com os guerrilheiros e ajudar a libertar o resto da França.

## Pós-guerra
Após a guerra, Segouin tornou-se enfermeira pediátrica em Chartres. Uma rua em Courville-sur-Eure, onde ela viveu, foi batizada em sua homenagem. Em resposta à homenagem, Segouin disse:
Fico muito feliz em saber que as pessoas não são indiferentes a esse período da minha vida.
Em 2020, o Village Hall em Thivars recebeu o nome de Segouin.